# Salvador de Ferrante
Salvador Ferdinando de Ferrante (São José dos Pinhais, 22 de dezembro de 1892 – Curitiba, 23 de agosto de 1935) foi um ator e diretor de teatro brasileiro.

## Biografia

### Vida e legado
Salvador de Ferrante nasceu na quinta-feira, dia 22 de dezembro de 1892, em Campo Largo da Roseira, distrito da cidade de São José dos Pinhais. Filho dos italianos Ferdinando de Ferrante e d. Eugênia Ordine de Ferrante, originários de Diamante, província de Cosenza, Calábria.
Sua educação ocorreu na pequena cidade em que nasceu, ao lado de Curitiba, e desde pequeno Salvador evidenciava o seu futuro ao criar e encenar peças para os amigos na sala da casa dos seus pais; porém, em uma família de imigrantes sem muitos recursos para bancar o sonho do jovem filho em desenvolve-se nas artes cênicas o jovem Ferrante teve que ajudar a família desde cedo e aos 12 anos de idade já trabalhava numa firma comercial. Entre os 13 e 14 anos transferiu-se para a firma do português e futuro provedor da Santa Casa de Misericórdia de Curitiba, Manoel Martins de Abreu.
O salário do jovem Ferrante, além de ajudar a família, era quase todo destinado a compra de livros, pois era leitor voraz, e para assistir todas as peças teatrais dos grupos que passavam por Curitiba, pois no início do século XX, na capital paranaense, bons espetáculos teatrais somente em companhias itinerantes, evidenciando a falta de incentivo ao teatro amador em Curitiba. Dos espetáculos que assistia, Ferrante copiava as peças e tudo o que pudesse observar destas companhias com a intenção de futuramente escrever, dirigir e atuar nos seus próprios espetáculos.
Autodidata e teatrólogo por vocação, como diziam os mais próximos, Salvador criou, em 1910 com um pequeno grupo de amigos, o esboço que uma companhia de teatro, realizando algumas modestas apresentações aonde fosse possível existir um palco improvisado e espaço destinado aos espectadores.
Em 13 de março de 1913, Salvador de Ferrante foi nomeado para o quadro de funcionários dos Correios e Telégrafos em Curitiba, departamento vinculado ao então Ministério das Indústrias. Mesmo como empregado dos Correios, Salvador nunca deixou de lado o sonho de desenvolver o teatro amador na cidade e isto começou a ganhar corpo quando em 1920 fundou a Sociedade Teatral Renascença (STR), que é considerada a pioneira do teatro amador no Paraná. Salvador tinha como objetivo ao fundar a STR, difundir as artes cênicas aos jovens e levar entretenimento de qualidade aos curitibanos.
Como fundador, presidente, diretor, ator, secretário, tesoureiro, figurinista, cenarista e mantenedor (com o seu salário dos Correios), Salvador foi um gigante ao vencer todas as dificuldades para organizar um corpo cênico e produções adequadas aos espetáculos; espetáculos estes que levou ao palco do velho Theatro Guayra, quando este se encontrava na Rua Dr. Muricy. Nesta época o Guayra apresentava a ameaça de desmoronamento de algumas paredes, mas mesmo assim os seus primeiros espetáculos foram para uma casa cheia e quando a escassez de espectadores se fazia presente, e também como forma de incentivar ao curitibano em habituar-se ao teatro, suas peças eram abertas ao público, gratuitamente.
Salvador de Ferrante tornou-se um ícone para o teatro nesta época, pois além de manter a “Renascença”, o seu salário também ajudava os grupos que por Curitiba passavam, pagando despesas com a alimentação e estadia, além de ajudar a criar novos grupos amadores de teatro.
Duas outras conquistas de Salvador de Ferrante foram: a criação, em 1929, da Escola Teatral Paraná e em 1930 ajudou a fundar a Sociedade Orquestral Paranaense.
Dinâmico e atuando em várias frentes para o reconhecimento do teatro curitibano, Salvador sempre aspirava algo mais. Seu sonho de infância já era uma realidade e não por isso deixou de devanear. Idealista a toda prova, já nos anos de 1930 imaginava para a cidade de Curitiba o “Palácio das Artes”, um lugar aonde várias vertentes das artes fossem desenvolvidas e apresentadas à população. Mas naquele ano de 1935 sua preocupação era com o destino do principal teatro curitibano que não recebia, há anos, qualquer investimento em reforma.

### Falecimento e homenagens
A preocupação com o “Guayra” e a aproximação da centésima apresentação da Sociedade Teatral Renascença, talvez tenham contribuído para um incidente e ao mesmo tempo o descuido da saúde do teatrólogo.
Num dia de expediente dentro dos arquivos dos Correios e Telégrafos, Salvador não percebeu uma picada de aranha-marrom e sem os devidos cuidados iniciais desta picada uma enfermidade se abateu em Ferrante e que se transformou em fatalidade às 22h30min. da sexta-feira, 23 de agosto de 1935. Nesta hora faleceu, em sua modesta casa na Rua Pedro Ivo, Salvador Ferdinando de Ferrante aos 42 anos e 08 meses de idade.
Até a data do seu falecimento a Sociedade Teatral Renascença tinha efetuado 98 apresentações. Entre os registros destas 98 apresentações, encontramos espetáculos de óperas e também peças teatrais com texto de Benedito Nicolau dos Santos e José Cadilhe, entre outros autores e quase todas as apresentações foram realizadas no Theatro Guayra.
Ainda consternados com a perda de Salvador, os integrantes da STR esforçaram-se para realizar o sonho da centésima apresentação e para tanto, em uma semana, foram encenadas as peças: “Quando quer Fugir a Felicidade” de J. Cadilhe e “Pena de Morte” no palco da Sociedade Operária e assim cumprir o desejo de Ferrante da 100° apresentação, além de prestar as devidas homenagens ao homem que viveu intensamente o teatro.
Infelizmente a Sociedade Teatral Renascença não sobreviveu à falta de seu principal líder e mantenedor e após a marca alcançada o STR cerrou as cortinas para nunca mais reabri-las.
Após o fechamento do Theatro Guayra para grandes públicos em 1935 e a sua demolição em 1937, foi inaugurada em 1954, em um novo endereço, o palco do “Guairinha”, como sendo parte integrante do novo Teatro Guaíra. Este novo teatro quando concluído a partir dos anos de 1970, tornou-se o local que Salvador de Ferrante idealizava nos anos de 1930 e que ele chamava de “Palácio das Artes”.
Com a Lei Estadual n° 73 de 7 de novembro de 1955 o auditório do Guairinha ganhou como patrono e denominação o nome do filho de imigrantes italianos que sonhou, lutou e realizou o pioneirismo do teatro amador em Curitiba, ficando, a partir daquela data, conhecido como “Auditório Salvador de Ferrante”.

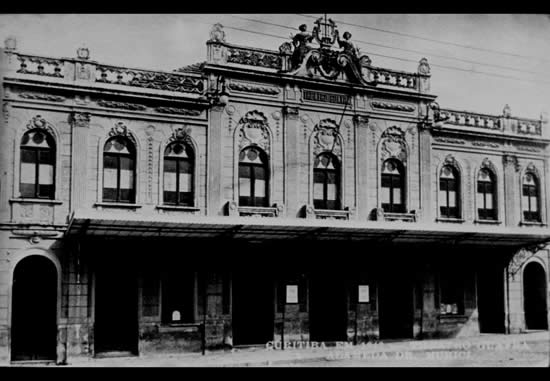
Neste Teatro (antigo Theatro Guayra) a Sociedade Teatral Renascença, de Salvador de Ferrante, apresentou quase todas as 98 peças do qual o seu fundador criou, dirigiu e em algumas também atuou. Este prédio foi demolido em 1937.